# Idiops briodae
Idiops briodae là một loài nhện trong họ Idiopidae.
Loài này thuộc chi Idiops. Idiops briodae được Ehrenfried Schenkel-Haas miêu tả năm 1937.